# Robert Lantos
Robert Lantos (Budapest, 1949. április 3. –) kanadai magyar filmproducer.

## Élete és munkássága
Lantos Budapesten született a Holokauszt-túlélő Bodor Ágnes és Lantos László fiaként. Gyermekkorát Uruguayban, Montevideóban töltötte, ahová családjával menekült ki az 1956-os forradalom idején. Kanadába 1963-ban költöztek.
Pályáját független filmproducerként kezdte 1976-ban a L'Ange et la Femme című kis költségvetésű filmmel. Ő alapította az Alliance Communications Corporation producerirodát, melynek 1998-ig elnöke és főrészvényese volt. Ekkor az Alliance Communications egyesült az Atlantis Communications-szel és Lantos visszatért a filmkészítéshez. Még abban az évben megalapította a Serendipity Point Films producerirodát, amiben azóta is dolgozik.
Lantost 1999-ben Kanadai Rendjellel tüntették ki.
Volt feleségétől, Jennifer Dale-től két gyermeke született, Ari és Sabrina Lantos.

## Magyarországon is bemutatott filmjei
- Érett nők dicsérete  (1978)
- Sivatagi paradicsom  (1982)
- Légy bátor és erős (1985)
- Raymond Graham kivégzése (tévéfilm) (1985)
- Gideon kardja (tévéfilm) (1986)
- Fekete köpeny (1991)
- Johnny Mnemonic – A jövő szökevénye (1995)
- Óvakodj az idegentől! (1995)
- Zsaru az égből (tévéfilm) (1996)
- Karambol (1996)
- A Notre Dame-i toronyőr (tévéfilm) (1997)
- Eljövendő szép napok (1997)
- Lázadj! (1998)
- Szívlövés (tévéfilm) (1998)
- eXistenZ – Az élet játék (1999)
- Felícia utazása (1999)
- A napfény íze (1999)
- Kockázatos játszma (tévéfilm) (2001)
- Claire életre-halálra (2001)
- Ararát (2002)
- Az ítélet (2003)
- Csodálatos Júlia (2004)
- Az igazság fogságában (2005)
- Eastern Promises – Gyilkos ígéretek (2007)
- Egy óra haladék (2008)

## Sorozatok
- Night Heat (8 részig) (1985-1986)
- Diamonds (1987)
- Mount Royal (1 részben) (1988)
- E. N. G. (1989)
- Counterstrike (1990)
- Bordertown (25 részig) (1989-1991)
- Fekete köpeny (1991)
- North of 60 (1992)
- Taking the Falls (1995)
- Power Play (1998)
- Cover Me (mini-sorozat) (1999)
- Hunyadi (2025)